# Claude d'Arvisenet
L'abbé Claude d'Arvisenet (en latin : Claudius Arvisenet) (1755 à Langres -  17 février 1831 à Gray) fut écrivain français, chanoine et vicaire général de Troyes.